# Camille Renault (mécène)
Pour les articles homonymes, voir Renault (homonymie), Camille Renault et Big Boy.
Camille Renault, surnommé « Big Boy », « le Père Renault » ou « Gargantua », né le 2 mai 1904 à Trie-Château (Oise) et mort le 1er mars 1984 à Dourdan (Essonne), est un collectionneur d'art et mécène français, ainsi qu'un modèle pour les peintres du groupe de Puteaux.

## Biographie
Camille Renault naît près de Gisors (Eure), de parents et grands parents boulangers. Au divorce de ses parents, il s’installe à Paris chez son oncle, M. Ledoigt, secrétaire général de la Compagnie des chemins de fer de l'Est et amateur d'art qui lui fait découvrir la peinture. 
EN 1918, Camille Renault est apprenti chez Bourbonneux, un pâtissier réputé près de la gare Saint-Lazare à Paris. Il découvre, pendant ses moments de liberté, les galeries d’art du faubourg Saint-Honoré. Jeune cuisinier en 1921 au restaurant Marguery, boulevard Bonne-Nouvelle, il continue ses visites d'art, se passionne pour Vincent van Gogh, Paul Gauguin, Henri Matisse, et va jusqu’à décorer ses plats en s’inspirant du fauvisme. 
En 1924, alors qu’il pèse 120 kg, il fait son service militaire au Maroc, comme cuisinier du maréchal Lyautey, à la Résidence générale. 
En 1925, il succède à M. Deveau, propriétaire d’un restaurant à Puteaux, à l’angle de la rue de la République et de la rue Édouard-Vaillant, dont la grande arrière-salle était alors utilisée pour les noces et banquets. Du fait de son imposante stature — il pèse plus de 190 kg — il prend le surnom de « Big Boy » comme enseigne à son restaurant. 
À la même époque, près de son établissement se réunit le groupe de Puteaux qui rassemble un certain nombre de peintres passionnés par le cubisme comme Jacques Villon, František Kupka, Fernand Léger, Albert Gleizes, Jean Metzinger. Villon, vient ainsi en voisin chez Big Boy avec André Lhote, Kupka et Marcel Gromaire. Les artistes offrent à Camille Renault une toile tous les 50 ou 100 repas gratuits. 
Dans d'autres cas, Renault reçoit ces jeunes artistes avec son « contrat du carton ». Par ce contrat verbal, le restaurateur donne au peintre un carton comprenant du papier blanc, des pinceaux, une boîte de gouache en disant à l’artiste « N’aimeriez vous pas faire mon portrait ? » En fait, pour payer le repas, l’artiste dessine ce qu’il veut et le place dans le carton. Ce pouvait être souvent un portrait de femme ou celui de Big Boy. Nombreux furent alors les peintres qui le portraiturèrent. On peut entre autres citer René Pradez, Jacques Villon, Léger, Georges Braque, Dufy[Lequel ?], André Derain, Jean Dubuffet, Kupka, Élisabeth Ronget, Jean-Claude Bédard, Gabriel Robin. Pour le nombre de portraits, il était en compétition avec Suzy Solidor. 
La réputation grandissante de mécène faite à Camille attire d’autres peintres tels que Francis Picabia et Macario Vitalis, si bien que de très nombreux autres artistes fréquenteront son établissement. 
Son restaurant attirera aussi le Tout-Paris à Puteaux, alors pourtant une ville industrielle peu accueillante, pour voir les toiles exposées et y déguster la « croustade Kupka », « le turbot Villon », le « soufflé Kandinsky »; le « poulet Gauguin ». Parfois même, le client repartait en ayant acheté une œuvre. 
Camille Renault est l’homme le plus portraituré de France, sa renommée traverse l'Atlantique; pour des expositions organisées à Londres et aux États-Unis, le critique et peintre Reynold Arnould a décompté environ 300 toiles représentant Renault; à titre d'exemple celui que fit Villon en 1943, qui fit partie dans la collection du modèle (reproduit en coul. par Roger Baschet dans La peinture contemporaine de  1900 à 1960 les éditions de L'Illustration, 1961, vol.I, p. 69);
Mais ce mécène qui offre des repas, des toiles blanches ou de la peinture sans vraie contrepartie financière, ne vendra que rarement les œuvres qu'il possède et seulement en cas de besoin. 
Après la Seconde Guerre mondiale et jusqu’à la fin des années 1950, le restaurant redevient le lieu de rencontre de nouveaux artistes et d’intellectuels comme Jean-Paul Sartre, André Malraux ou Albert Camus. 
Renault, qui est réputé posséder une des plus belles collections privées au monde centrée sur l'École de Paris, achète une ferme à Broué (Eure-et-Loir), et y ajoute de nouveaux bâtiments, « Le Bateau de pierre » et « La Galerie », pour y exposer plusieurs centaines de toiles. Le Bateau de pierre fut souvent transformé ; certains de ses plans, non signés, sont attribués à Le Corbusier. De nombreux artistes comme Henri Matisse, Léger, Villon, Le Corbusier, Pablo Picasso avaient une chambre à leur nom, et une de leurs toiles y était accrochée. 
Dès lors, Renault partage sa vie entre ses établissements de Puteaux et Broué. En 1959, un infarctus l’oblige à ralentir ses activités. Un second infarctus et la perte de son ami Jacques Villon le décident, la même année, à vendre le restaurant de Puteaux et à acheter une galerie d’exposition au no 133 boulevard Haussmann à Paris. Il habite désormais au-dessous de sa galerie, dans un deux pièces sans fenêtres, mais décoré de peintures, et continue à aider de nouveaux peintres comme Jean Marzelle, Danièle Perré, Jean Chevolleau, Jean Labellie, Michel Gigon. Le week-end, il se rend à Broué où il s'efforce de faire vivre le Bateau de pierre. 
Admis en 1977 à l’hospice de Dourdan, il y restera pendant sept ans jusqu'à sa mort le 1er mars 1984; il est inhumé au cimetière de Trie-Château, son village natal de Normandie. 
On ignore ce qu'est devenue sa collection personnelle, "environ 200 tableaux de bonne facture". Quant à son stock de marchand, un millier d'œuvres, après de multiples difficultés avec le fisc, il a été dispersé soit à l'hôtel Drouot, soit en vente privée.

## Postérité
En 2006, l'Association Camille Renault voit le jour; un de ses objectifs est de racheter le Bateau de pierre pour en faire un centre d'art contemporain.
En septembre 2011, la ville de Puteaux a inauguré la Maison de Camille, un musée consacré au groupe de Puteaux et à Camille Renault. On peut y voir entre autres des portraits de Camille Renault peints par Jean Chevolleau, Roland Bierge, Élisabeth Ronget, Reynold Arnould, ainsi qu'un nu (Repos) par Simone Tiersonnier.
En 2014, la ville de Trie-Château lance une première biennale d'art contemporain Camille Renault.